# Antonín Sova
Antonín Sova (26 februarie 1864 – 16 august 1928) a fost un poet ceh și director al Bibliotecii Municipale din Praga.

## Viața
S-a născut în Pacov, un mic oraș din Boemia de Sud, pe atunci parte a Imperiului Austriac, dar de la vârsta de doi ani a crescut în localitatea învecinată Lukavec. Tatăl său, Jan, a fost profesor și dirijor, care a și compus ocazional. Mama lui a murit când el avea 15 ani și tatăl său s-a căsătorit din nou (Sova nu a avut niciodată o relație prea bună cu mama sa vitregă Sabina). Antonín le-a cunoscut la Lukavec pe surorile lui Jaroslav Vrchlický. A studiat la școala secundară din Pelhřimov, Tábor, iar din 1881 în 1885 la Písek. El l-a cunoscut la Písek pe poetul Adolf Heyduk care l-a ajutat să-și publice primele sale poezii în reviste literare (el a folosit pseudonimele Ilja Georgov și Walburga Turková, ultimul pentru poeziile publicate în revista Lumír). În timp ce era elev, el a primit o însemnare morală pentru că a ignorat interdicția și a purtat o cravată cu tricolorul ceh într-un parc.
El a început să studieze dreptul la Praga, dar nu a absolvit din lipsa de bani. Jaroslav Vrchlický l-a ajutat să găsească un loc de muncă în departamentul redacțional al Enciclopediei lui Otto care a durat doar un an. Următorul său loc de muncă a fost la direcția medicală a Primăriei municipiului Praga. În cele din urmă, din 1898 până când s-a pensionat, a lucrat ca director la Biblioteca Municipală din Praga.
S-a căsătorit în 1900 cu Marie Kovaříková, care era cu aproape 20 de ani mai tânără, și a avut cu ea un fiu pe nume Jan un an mai târziu. Căsătoria lor s-a destrămat totuși după mai mulți ani. Poetul a contractat o boală care l-a paralizat pentru ultimele două decenii ale vieții sale (probabil sifilis). După constituirea Cehoslovaciei în 1918 el a trăit la Praga și a fost adesea vizitat de tineri poeți ce aveau diferite stiluri și înclinații politice. În 1924 s-a mutat la Pacov, unde a murit într-o noapte furtunoasă din august 1928. Înmormântarea sa a avut loc la Praga, dar cenușa lui a fost depusă într-o urnă de granit din Pacov.

## Începuturile carierei literare
În 1897 Sova a fost printre scriitorii care au fondat prima asociație literară oficială cehă, numită Máj. Primele sale volume de poezii publicate au fost Realistické sloky (Strofe realiste, 1890), Květy intimních nálad (Florile stărilor de spirit intime, 1891), Z mého kraje (Din țara mea, 1893), Soucit o vzdor (Compasiune și sfidare, 1894) și Zlomená duše (Suflet rupt, 1895). Sova a fost un susținător al mișcării progresiste naționale din anii 1890 legate de Procesul Omladina. Împreună cu alți 11 scriitori a semnat manifestul Česká moderna în 1895 prin care se cerea libertatea de exprimare, reforme sociale și individualism în artă. Reflectarea manifestului în opera lui Sova l-a constituit volumul Vybouřené smutky (Dureri înăbușite, 1897).

## Theodor Mommsen
În 1897 Theodor Mommsen a scris o scrisoare naționalistă adresată germanilor din Austria (an die Deutschen in Österreich) , care a fost publicat în Neue Freie Presse din Viena. Mommsen i-a numit pe cehi „apostoli ai barbarismului” și a scris că „craniul cehilor este impermeabil la rațiune, dar este sensibil la lovituri”. Antonín Sova a scris un răspuns în versuri, Lui Theodor Mommsen.
Poemul, în care l-a numit pe Mommsen un „boșorog lacom” și un „purtător de cuvânt arogant al sclaviei”, a devenit răspunsul național la adresa imperialismului german din acea vreme, iar Sova a început să fie considerat unul dintre cei mai renumiți poeți din generația lui.

## Opera ulterioară
- Údolí nového království (Valea unui nou regat, 1900), Dobrodružství odvahy (Aventurile curajului, 1906) – colecții de poezie socială, noul regat utopic este un simbol al speranței
- Nu jednou se vrátíme (Vom reveni încă o dată, 1900) – poezie intimă despre dragostea pasională și despre amărăciunea vieții
- Lyriky lásky o života (Versuri de iubire și de viață, 1907), Drsná láska (Dragoste usturătoare, 1927) – colecții de poezii de dragoste
- Povídky o menší črty (1903), O milkování, lásce o zradě (1909) – colecții de povestiri
- Ivův román (Romanul lui Ivo, 1902), Výpravy chudých (Expedițiile săracilor, 1903), Tóma Bojar (1910) – romane psihologice și sociale
- Pankrác Budecius, kantor (Pankrác Budecius, profesor, 1916) – roman despre un profesor din mediul rural în secolul al XVIII-lea